# Marktplatz Einbeck

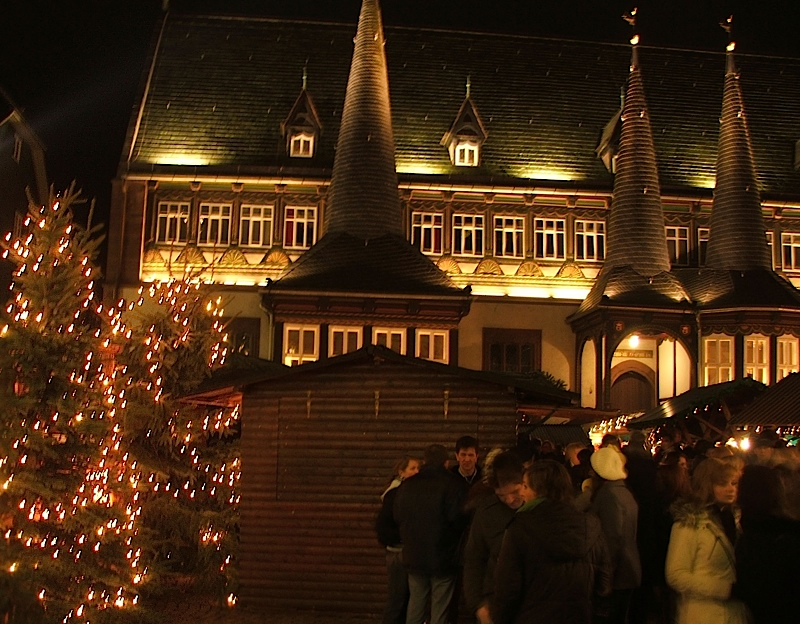
Der Marktplatz wird auch für saisonale Märkte, wie den Weihnachtsmarkt, genutzt

Der Marktplatz in Einbeck ist als mittelalterlicher Straßenmarkt entstanden und Keimzelle der Stadt. Mit Rathaus, Marktkirche und vielen Fachwerkgebäuden aus dem 16. Jahrhundert bildet er noch heute den Mittelpunkt der historischen Altstadt und wird weiterhin als Wochenmarkt, zum Stadtfest oder für saisonale Märkte genutzt.

## Siedlungs- und Baugeschichte
Nach 1100, spätestens in der Zeit Heinrich des Löwen, entstand an diesem Ort ein schlauchförmiger Straßenmarkt mit bürgerlicher Siedlung auf einem Lößrücken südlich der Bachaue des Krummen Wassers. Archäologisch ist bisher im Bereich des Marktplatzes als erste Siedlungsspur Gebrauchskeramik aus der Mitte des 12. Jahrhunderts nachgewiesen. In unmittelbarer Nähe am nördlichen Ufer lag das schon im 11. Jahrhundert gegründete Alexander-Stift, eine Wallfahrtsstätte. Unmittelbar östlich des Marktplatzes gab es eine Furt über den Bach, die heutige Lange Brücke. Nach Westen, über die Tiedexer Straße und das Tiedexer Tor, führte eine mittelalterliche Handelsstraße aus der Stadt zum Durchlass an der Landwehr am Klapperturm und weiter Richtung Solling. Nach Süden über die Marktstraße gelangte man durch das Leinetal nach Göttingen und weiter zu den oberdeutschen Handelsplätzen; Richtung Norden führte ein Höhenweg über die Hube. Für die Händler war der Marktplatz ein idealer Rast- und Stapelplatz. Woher die ersten Händler kamen, die sich am Marktplatz dauerhaft niederließen, ist nicht bekannt.
Zunächst entwickelten sich lokale Markt- und Handelsaktivitäten mit Erzeugnissen wie Wolle, Tuch, Leinwand und Kürschnerwaren. Dazu kam später der Bierexport, der im 15. und 16. Jahrhundert die wichtigste Grundlage des Gewerbelebens und des Reichtums der Stadt wurde. Mit dem Dreißigjährigen Krieg setzte ein anhaltender wirtschaftlicher Niedergang ein. Die Bedeutung durch die ehemals günstige Lage an den mittelalterlichen Handelswegen schwand und mit dem Bau der Hannöverschen Südbahn im 19. Jahrhundert an Einbeck vorbei geriet die Stadt mit dem Markt in eine Abseitslage, aus der sie sich durch Entwicklung zum Garnisonsstandort befreite. Nach dem Zweiten Weltkrieg führte eine Durchgangsstraße über den Marktplatz. Zudem wurden vor der Marktkirche einige Stellplätze eingerichtet. Das hatte einen derart starken Suchverkehr zur Folge, dass der Marktplatz 1988 zur Fußgängerzone erklärt und dann mit Pflaster versehen wurde. Mit dieser städtebaulichen Aufwertung wurde der Platz zum touristischen Anziehungspunkt.

## Der Marktplatz als städtebauliches Ensemble
Die städtebauliche und ästhetische Besonderheit des keilförmigen Marktplatzes liegt vor allem in seiner Geschlossenheit und seiner dem menschlichen Maßstab angepassten Größe. So hat man von jeder der 8 einmündenden Straßen aus den Eindruck, in einen geschlossenen, geschützten Stadtraum zu kommen. Wegen seiner kulturgeschichtlichen Bedeutung ist er größtenteils denkmalgeschützt. 1989 wurde der Marktplatz zuletzt umgestaltet, mit der Ausweisung als Teil der Fußgängerzone und einer den Platz betonenden, höhengleichen Sandsteinpflasterung. Außerdem wurde vor der Kirche ein Brunnen angelegt. Auch wurden Sitzbänken aufgestellt und eine Gruppe von vier Kastanienbäumen gepflanzt, die aber bereits im frühen 21. Jahrhundert schadbedingt gefällt werden mussten.

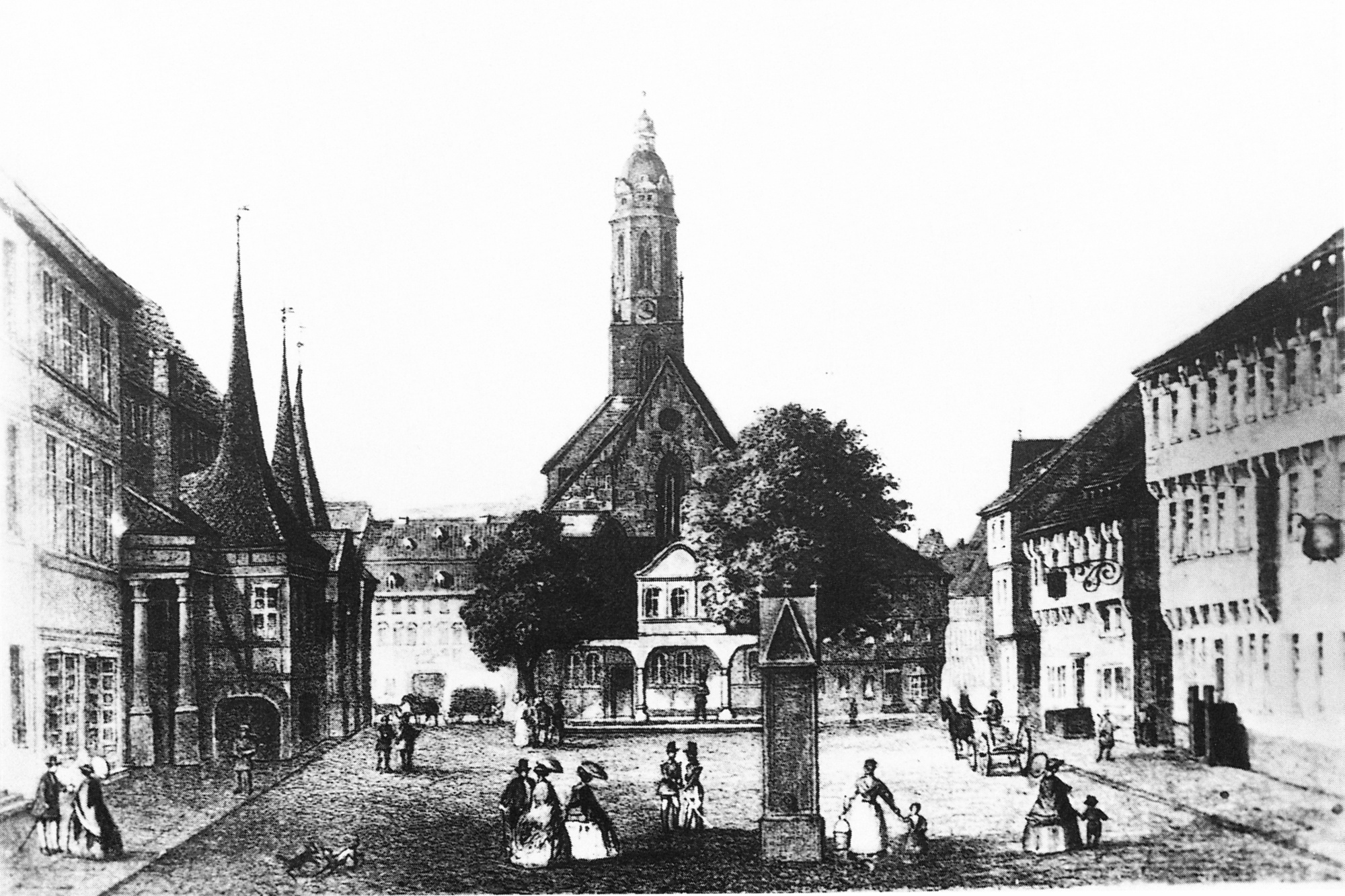
Stich des Marktplatzes um 1860

Die Balken und Schnitzereien der Fachwerkhäuser am Marktplatz waren im Mittelalter nur mit Leinöl behandelt oder monochrom z. B. oxidrot gefasst. Seit der ersten Hälfte des 19. Jahrhunderts wurden sie, wie alle Häuser der Stadt, dem Zeitgeschmack entsprechend aber auch aus Feuerschutzgründen verputzt. Erst hundert Jahre später wurde der Putz entfernt und die Balken schwarz, das Schnitzwerk polychrom gestrichen, wie es überwiegend heute noch vorhanden ist. In einem Stich aus der Mitte des 19. Jahrhunderts ist die damalige Situation des Einbecker Marktplatzes festgehalten, sodass ein Vergleich mit aktuellen Fotos leicht möglich ist. Die wesentlichen Veränderungen sind: In der Mitte des Platzes stand noch bis etwa 1890 ein aus den Stadtgräben gespeister Brunnen; das Rathaus wies noch bis etwa 1870 eine Gerichtslaube und offene Unterzüge der Turmvorbauten auf; vor der Marktkirche stand die Hauptwache aus dem 18. Jahrhundert seit 1866 leer und wurde in den 1870er Jahren abgebaut; die Fassaden von Brodhaus und Ratsapotheke waren bis in das 20. Jahrhundert verputzt.

### Marktkirche

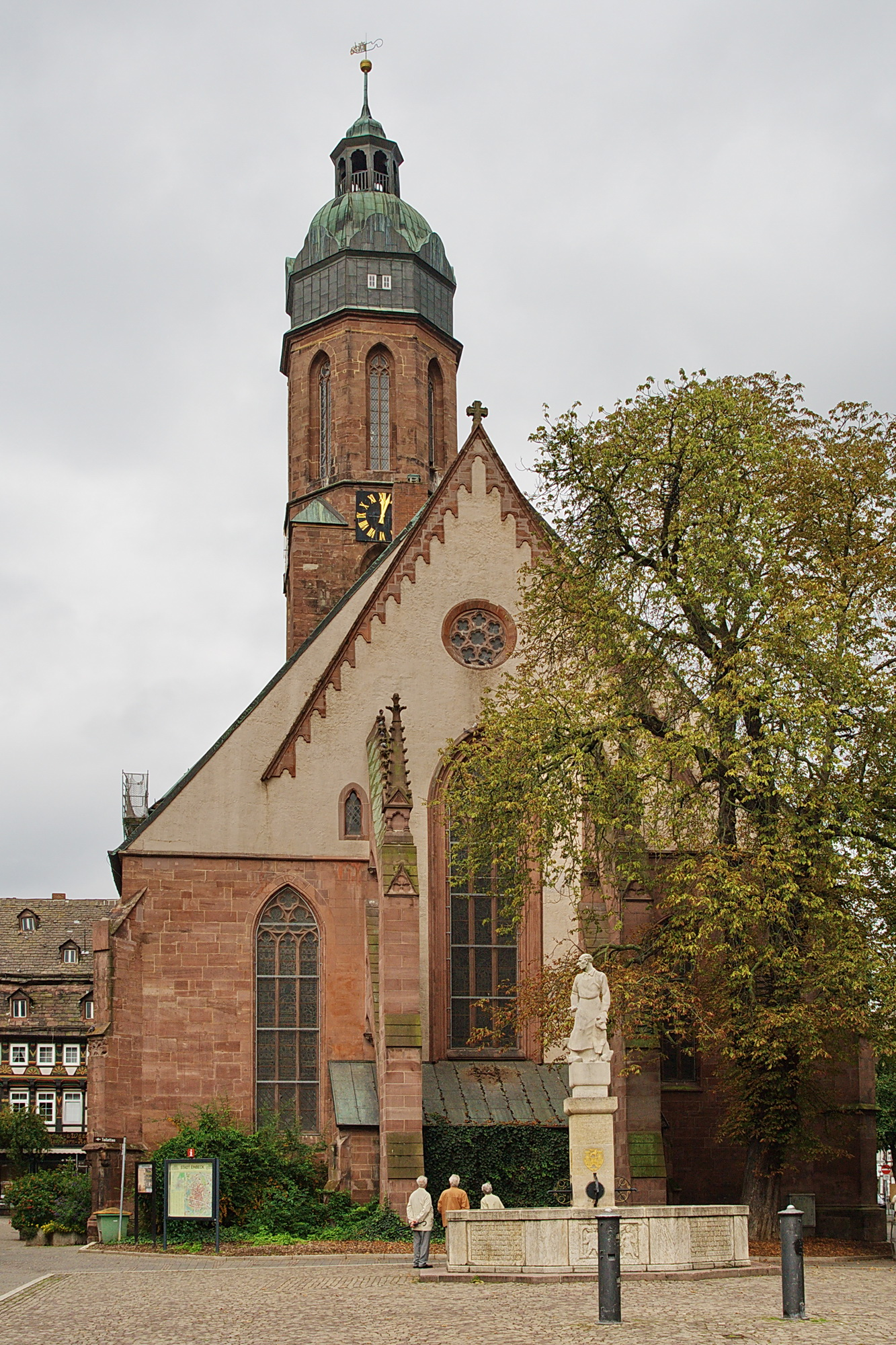
Marktkirche St. Jacobi mit Eulenspiegel-Brunnen

Die Pfarrkirche St. Jacobi, meist nur Marktkirche genannt, schließt den sich keilförmig verbreiternden Marktplatz nach Westen ab. Der Vorgängerbau, von dem nur wenige Fundamentreste archäologisch belegt sind, geht ins frühe 13. Jahrhundert zurück. Der heutige Kirchenbau als gestufte Hallenkirche mit zwei schmalen Seitenschiffen ohne Querhaus und geradem Ostabschluss wurde Ende des 13. Jahrhunderts begonnen. Um die Kirche herum befand sich trotz des begrenzten Platzes ein kleiner Friedhof, der mit einer Mauer zur Stadt abgegrenzt war. Im späten 14. Jahrhundert wurden die Seitenschiffe komplett auf Turmbreite erneuert und Mittel- und Seitenschiffe mit Kreuzrippengewölben versehen. Der Westbau wurde als viereckiger Einzelturm weitergeführt, der sich im oberen Teil achteckig fortsetzt. Wächterstube und heutige Turmhaube entstanden 1543 und mussten nach Blitzeinschlägen mehrfach erneuert werden. Wegen unzureichender Fundamente im Turmbereich sind seit Ende des 15. Jahrhunderts mehrfach umfangreiche Sanierungen notwendig geworden. 1741 erhielt der 65 Meter hohe, stark nach Westen geneigte Turm eine barocke Stützfassade – dennoch ist der als „Schiefer Turm von Einbeck“ bekannte Kirchturm auch heute etwa 1,50 Meter aus dem Lot. Im 19. Jahrhundert wurde das Kirchenschiff zweimal grundlegend saniert sowie am Ostgiebel eine Sakristei und zwei Strebebögen nach Entwürfen von Conrad Wilhelm Hase angebaut.

### Eulenspiegel-Brunnen
Der Eulenspiegel-Brunnen stammt aus dem Jahr 1942 und liegt optisch dominierend in der Mitte des Marktplatzes vor der Marktkirche, flankiert von Rathaus, Brodhaus und Ratsapotheke. Benannt ist er nach Till Eulenspiegel, einem früheren Gast. An dieser Stelle stand ein 1876 nach Entwurf von Conrad Wilhelm Hase geschaffenes Denkmal für die Gefallenen des Deutsch-Französischen Krieges von 1870/71, das zugunsten des Eulenspiegel-Brunnens nahe bei dem Diekturm der Stadtbefestigung Einbeck platziert wurde.

### Skulptur
2018 wurde am Marktplatz die Skulptur von null bis unendlich neben der Kirche aufgestellt. Das Kunstwerk entstand als Gemeinschaftsprojekt von Schülern der Paul-Gerhardt-Schule Dassel und der Goetheschule Einbeck mit dem Künstler Timm Ulrichs. Bei Betrachtung aus bestimmten Richtungen und Entfernungen erscheint die Skulptur entweder als Null oder als Unendlichzeichen. Damit sollen die historische Gründung des Ortes und die offene Zukunft der Stadt Einbeck symbolisiert werden. In einer archäologischen Grabung am Standort der Skulptur wurde das mittelalterliche Pflaster des Marktplatzes nachgewiesen.

### Nordseite
Die Nordseite des Marktplatzes wird geprägt von reich verzierten Fachwerkgebäuden aus dem 16. Jahrhundert und insbesondere von der wuchtigen Ratsapotheke und dem Steinernen Haus beherrscht. Direkt nördlich der Marktkirche wurden die älteren Fachwerkhäuser abgerissen für ein 1981 erbautes Warenhaus, das sich äußerlich mit schlichtem Blendfachwerk einfügt. Die Gebäude auf der Marktplatz-Nordseite von West nach Ost, die im Folgenden näher beschrieben werden, sind das Kommandantenhaus, das Brodhaus, die Ratsapotheke, die Patrizierhäuser Marktplatz 17/19 und das Steinerne Haus.

#### Kommandantenhaus
Das Kommandantenhaus wurde um 1550 in Ständerbauweise erbaut. Es hatte ursprünglich eine Utlucht bis zum Boden, die heute nur noch einen Erker ab dem 1. Obergeschoss bis unters Dach bildet. Obwohl Erker an den Einbecker Fachwerkhäusern im 16. Jahrhundert üblich waren (wie auch an den anderen Gebäuden auf der Nordseite des Marktplatzes), ist dies einer der wenigen erhaltenen Beispiele. Das Gebäude war zwischen 1860 und 1880 Sitz der Postverwaltung in Einbeck.

#### Brodhaus

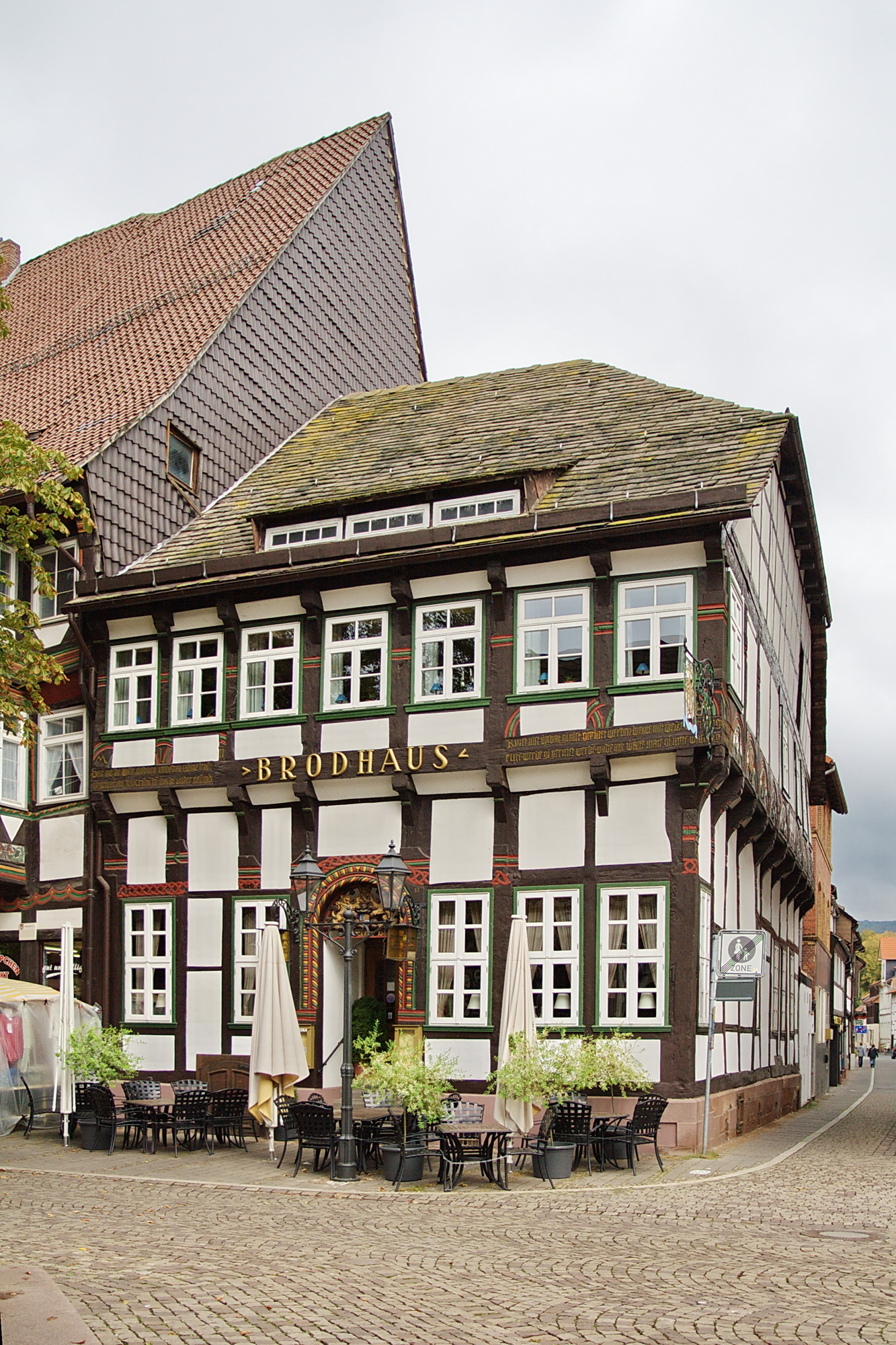
Brodhaus der Bäckergilde

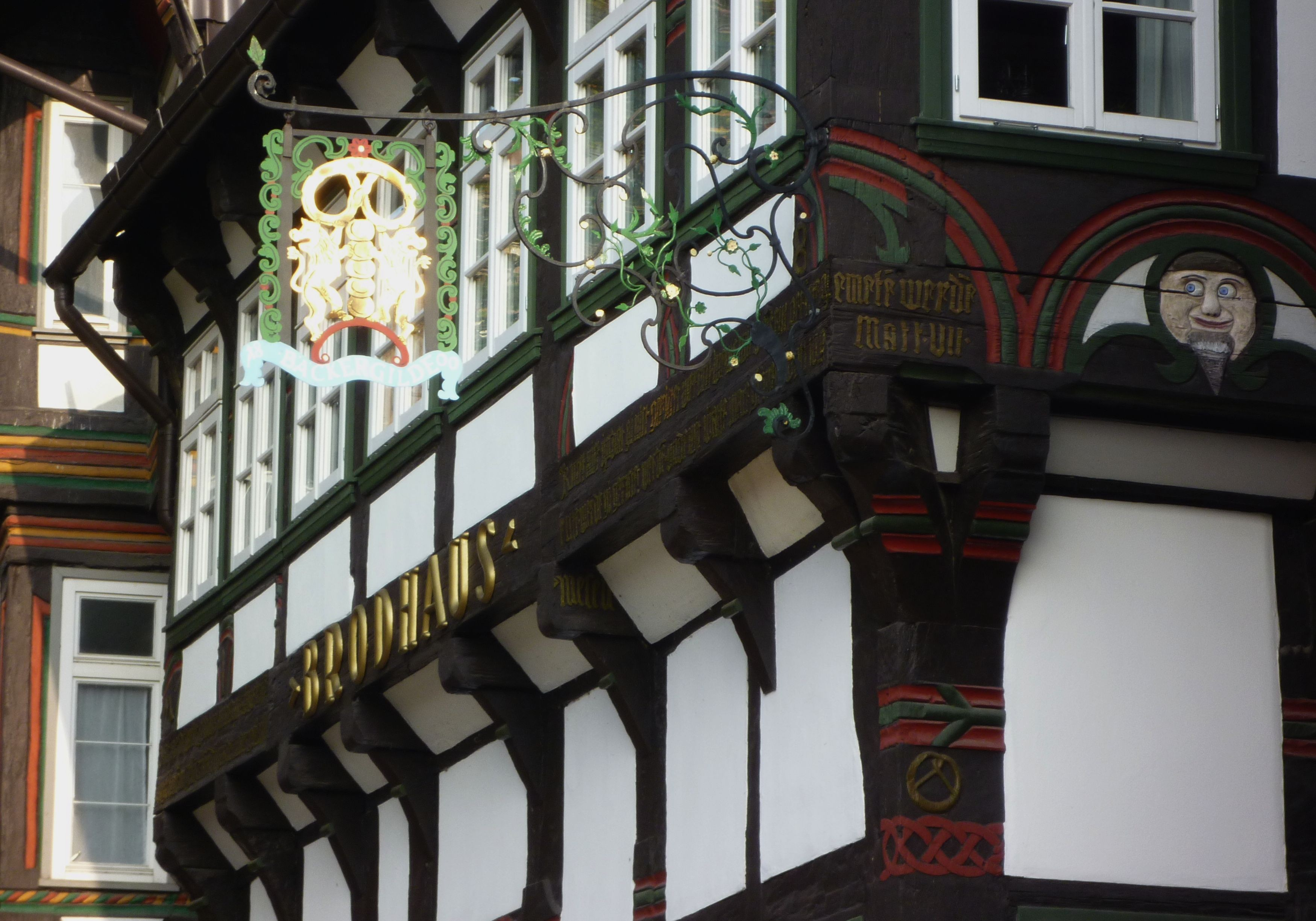
Gildenschild aus dem 18. Jh.

Das Brodhaus (Nr. 13) der Bäckergilde an der Ecke zur Münsterstraße ist das einzige erhaltene Gildehaus in Einbeck. Es diente neben Versammlungen, Festen u. ä. auch als Herberge für wandernde Bäckergesellen. Das Gebäude wurde 1333 erstmals urkundlich erwähnt, seit 1444 wird es Brodhaus genannt. Der Chronist Johannes Letzner berichtet in seiner Dasselischen und Einbeckischen Chronica von 1596, dass der Einbecker Augustinermönch Heinrich sein von den Eltern geerbtes Haus der Bäckergilde schenkte, unter der Bedingung, dass diese jährlich für ewige Zeiten allen Pfarrkirchen im Umkreis von zwei Meilen kostenlos Hostien für das Abendmahl liefern sollte. Nach der Zerstörung durch den Brand von 1540 wandte sich die Bäckergilde an diese Kirchen mit der Bitte um Wiederaufbauhilfe, da sie sonst die Hostien nicht weiter unentgeltlich liefern könnten. Im erhalten gebliebenen Gildenbuch sind die Hilfen für den Wiederaufbau des Hauses im Jahr 1552 verzeichnet, u. a. von den Kirchen aus Iber, Markoldendorf, Holtensen, Deitersen, Wellersen, Vorwohle, Mainzholzen, Groß Freden, Ahlshausen und Sievershausen. Auch bei einer notwendigen größeren Renovierung des Brodhauses 1719/20 helfen die umliegenden Kirchen mit 34 Talern. Die zu liefernden Oblaten wurden zunächst von Einbecker Meistern gebacken, später die Aufträge nach auswärts vergeben. Die Verpflichtung besteht auch heute noch, soll allerdings selten abgefragt werden.
Das Brodhaus wurde normalerweise für 3 oder 6 Jahre an Mitglieder der Zunft verpachtet, die neben der Zahlung des Pachtgeldes u. a. auch für die Instandhaltung und Überlassung von Räumlichkeiten für Gildenangelegenheiten zu sorgen hatten. Außerdem durften sie kein Weißbrot verkaufen. Seit Anfang des 19. Jahrhunderts war es einträglicher, das Haus auf Erbzins (mit Auflagen bezüglich der Gildenangelegenheiten) zu verkaufen. So ist das an der Hausecke angebrachte metallene Bäckergildenschild aus dem späten 18. Jahrhundert weiterhin Eigentum der Bäckerinnung. Das sieben Gefache breite und zehn Gefache tiefe Haus war auf der Marktplatzseite aus Feuerschutzgründen bis 1939 verputzt. Ein drei Gefache breiter Erker in der Mitte ging bis unter das Dach und war mit umlaufenden Sprüchen in niederdeutscher Sprache aus dem Johannes- und Matthäus-Evangelium verziert, die heute aufgrund des Rückbaus unvollständig sind. Der mit geschnitztem Bogen gefasste Hauseingang ist seit einer Renovierung in den 1960er Jahren wie ursprünglich wieder in der Hausmitte.

#### Ratsapotheke

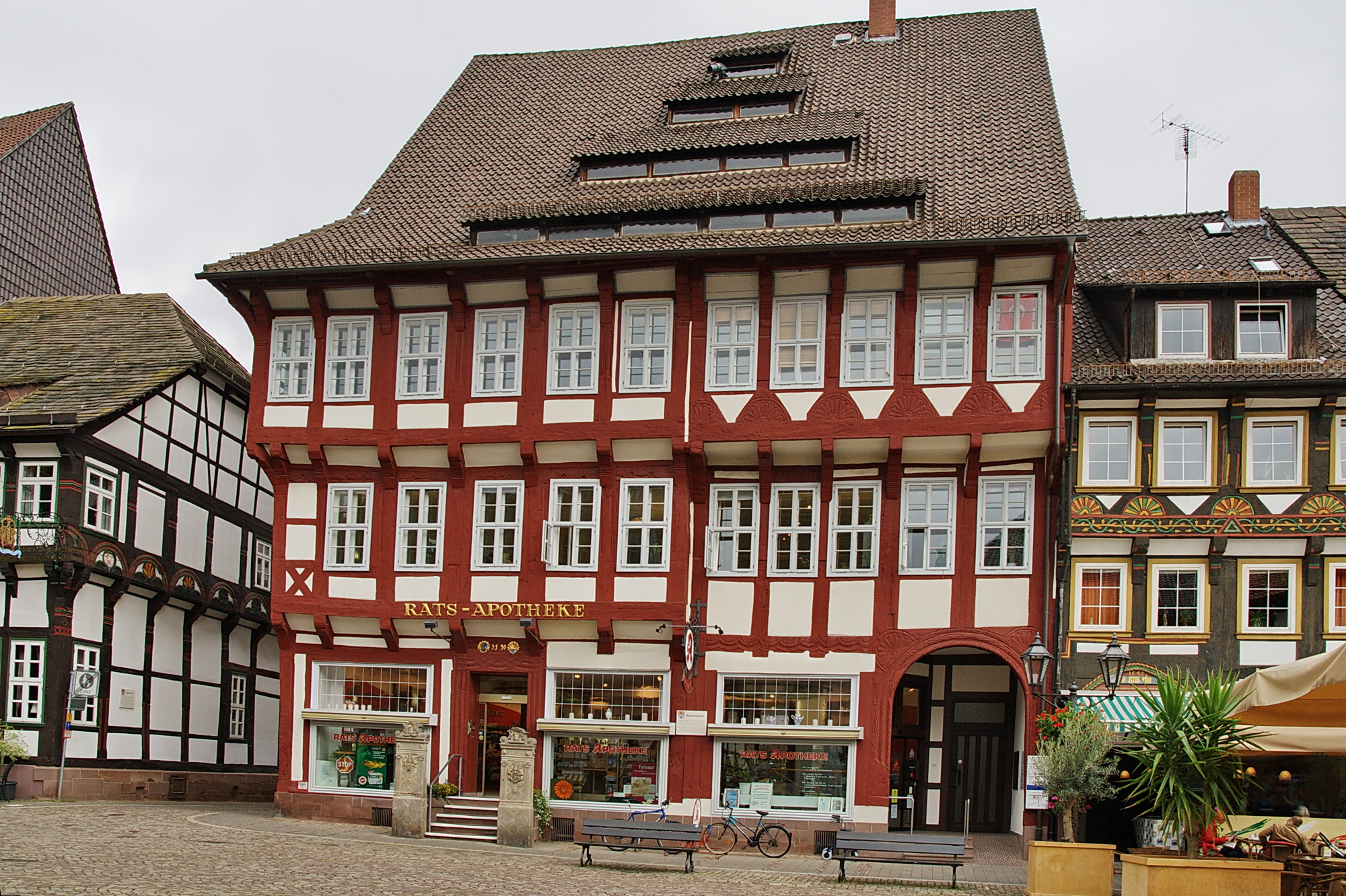
Ratsapotheke

Das sechs Gefache breite und dreizehn Gefache tiefe Gebäude der Ratsapotheke (Nr. 15) an der Ecke zur Münsterstraße wurde nach dem Brand in den 1540er Jahren über einem Kreuzgewölbekeller aus dem 15. Jahrhundert erbaut. Nach dem Brand tagte bis zur Wiedererrichtung des Rathauses der Rat provisorisch in diesem Keller. Die Stadt verkaufte dann 1562 das Haus an die Einbecker Patrizierfamilie Diek, welche es mit dem fünf Gefache breiten Nachbarhaus unter einem Dach vereinigte. 1590 wurde das Erdgeschoss im Aussehen zu einem modernen Stockwerkbau verändert. Ein drei Gefache breiter Erker in der Mitte des Hauses ging bis unters Dach. Am Hinterhaus befindet sich über einem ehemaligen Torbogen eine lateinische Inschrift von 1595 als Sapphischer Elfsilber, ein Zitat aus einer Ode des römischen Dichters Horaz. Das Nachbarhaus hatte einen zwei Gefache breiten Erker über dem Dielentor bis zum 2. Obergeschoss. Für fast alle Häuser auf der Nordseite des Marktplatzes sind solche Erker nachweisbar, allerdings sind sie wahrscheinlich im frühen 18. Jahrhundert aus unbekannten Gründen zurückgebaut worden. Zum rechteckigen Eingang führt eine Treppe mit zwei reich mit Ornamenten verzierten Beischlagwangen aus Sandstein. Das verputzte Fachwerk mit den Zierschnitzereien wurde 1927 wieder freigelegt und war ursprünglich nicht bunt, sondern ochsenblutrot abgesetzt. Dieser Zustand ist bei der letzten Renovierung der Ratsapotheke in den späten 1990er Jahren wiederhergestellt worden. Bei dieser Renovierung wurde im Treppenhaus auch Renaissance-Stuck aus dem Jahr 1561 freigelegt. Seit 1833 befindet sich die Ratsapotheke in diesem Gebäude. Im Oktober 1958 diente die Ratsapotheke als Kulisse für den Spielfilm „Vater, Mutter und neun Kinder“ mit Heinz Erhardt in der Hauptrolle.

#### Marktplatz 17/19

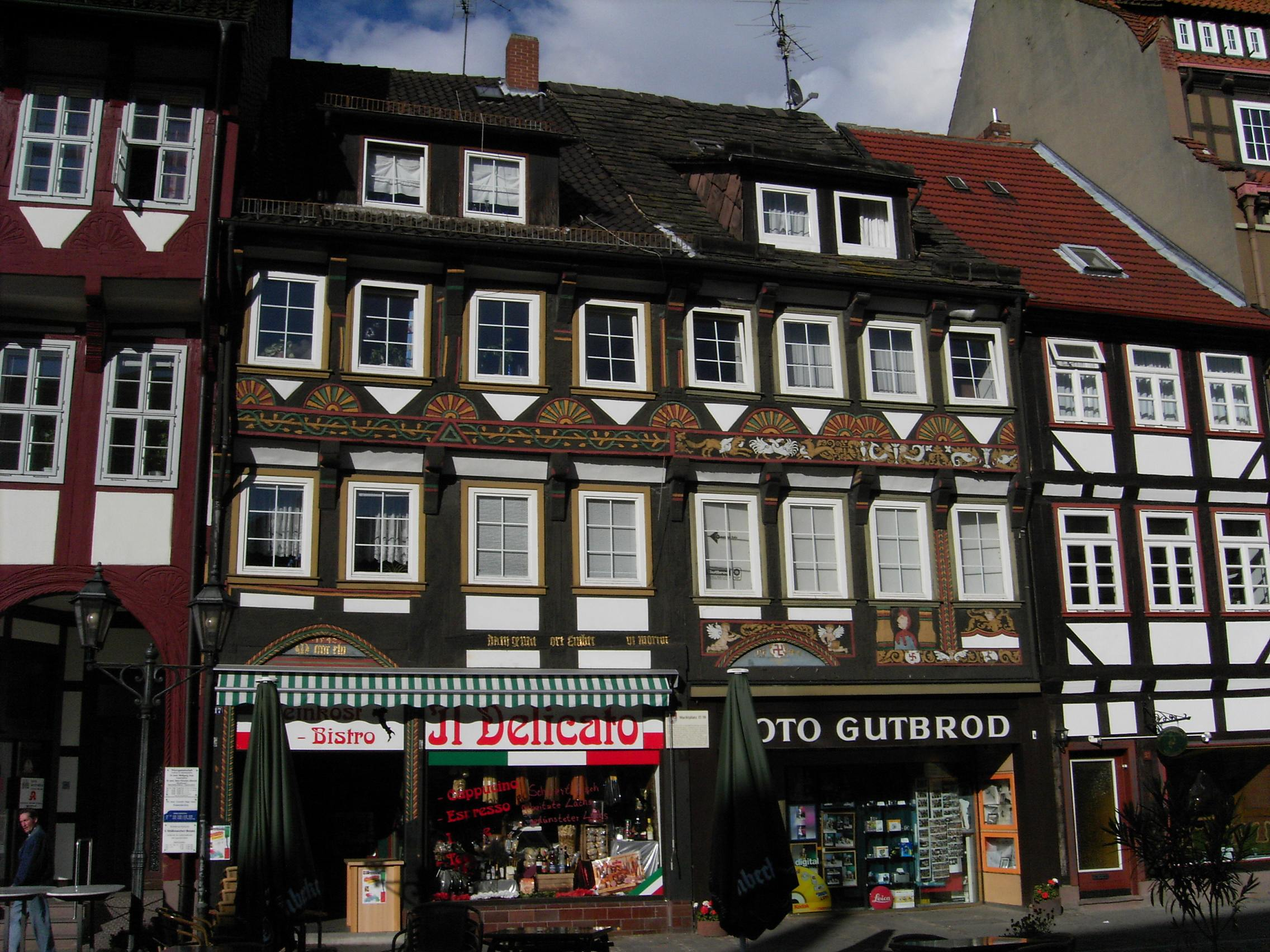
Fachwerkhäuser zwischen Ratsapotheke und Steinernem Haus

Die Fachwerkhäuser Nr. 17/19 östlich neben der Ratsapotheke wurden ebenfalls 1542 in typischer Geschossbauweise mit separat abgezimmertem zweitem Obergeschoss und zwei Gefache breitem Erker im ersten Obergeschoss (heute rückgebaut) bzw. mit Zwischengeschoss neben dem großen Dielentor erbaut. Die ursprünglichen Dachstühle sind nicht erhalten. Auf der Stockwerkschwelle von Nr. 17 windet sich eine geschnitzte Weinrebe um einen Stab, bei Nr. 19 zeigt die Zierschnitzerei Füchse und Gänse, die vielleicht auf eine Tierfabel hinweisen.

#### Steinernes Haus

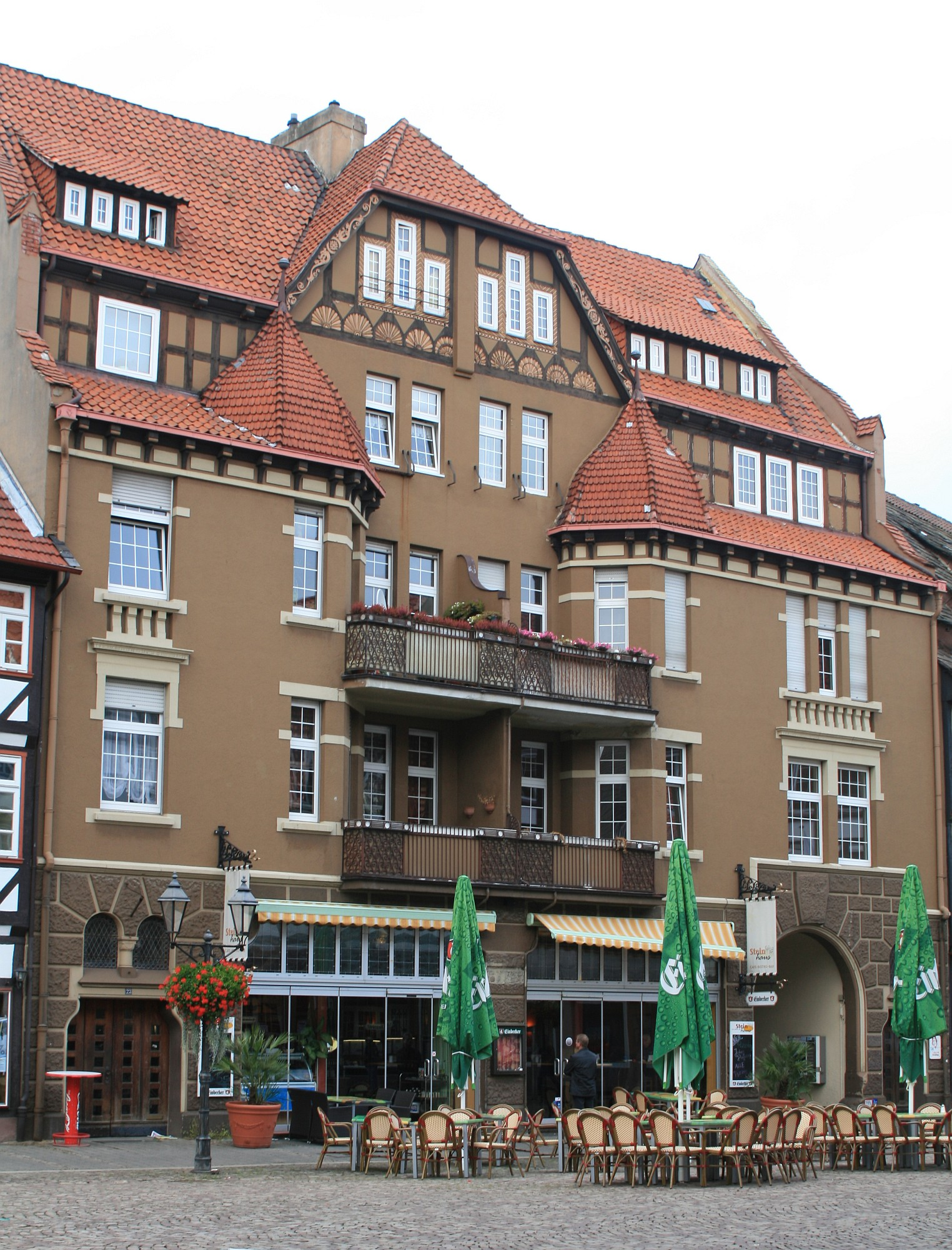
Das heutige, ebenfalls markante Steinhaus von 1911 mit dem Durchgang zum Pfänderwinkel

Das Steinerne Haus an der Nordseite des Marktplatzes war eines der wenigen mittelalterlichen steinernen Bürgerhäuser in Einbeck (heute steht hier das Gebäude 23/23a). Der begüterte Patrizier Hans de Junge baute 1317 an dieser Stelle auf einem großen Grundstück ein Haus von neuem auf. In einer Urkunde aus dem Jahr 1329 wird von diesem Gebäude erstmals vom Steinernen Haus gesprochen. 1424 teilt ein Enkel gemeinsam mit Dietrich von Dassel das Steinhaus in zwei Häuser. Nachdem die Familie von Junge im 15. Jahrhundert im Mannesstamm ausgestorben war, fiel das Haus an die Familie von Dassel. 1460 wurde im Osten durch das Haus ein öffentlicher Torweg, die Neue Straße, angelegt (heute Pfänderwinkel), ein Zugang vom Marktplatz zu den vielen von Dasselschen Buden auf dem großen, hinteren Grundstücksbereich und zur Judenstraße.
Beim großen Stadtbrand 1540 ist auch dieses Haus abgebrannt, bis auf die Fundamente und die steinernen Brandmauern. Da die Besitzer aus der Familie von Dassel inzwischen in Lüneburg wohnten, wurde das Haus und die Buden von ihnen erst im Jahre 1600, nach mehrfachem Drängen der Stadt, wieder aufgebaut. Es war ein einziges großes, hohes Haus mit einem Gewölbekeller, einem Untergeschoss aus meterdicken Bruchsteinen bzw. Quadern und zwei Obergeschossen aus Eichenfachwerk. Auffallend waren das rundbogige Fenster im Untergeschoss und das spitzbogige Durchfahrtstor mit Rahmungen aus Sandstein. Das Haus blieb bis 1803 im Besitz der Familie von Dassel, die das Haus überwiegend vermieteten. Der neue Eigentümer, der Einbecker Kaufmann Wilhelm Krome betrieb ab 1866 darin eine mechanische Weberei. Am 6. August 1906 brach im Betrieb ein Brand aus, dem das Kromesche Haus zum Opfer fiel. Die Brandmauern verhinderten ein Übergreifen auf die Nachbarhäuser. Die Ruine kaufte ein Maurermeister, der 1911 das heutige Steinhaus errichtete.

### Südseite
Die Südseite des Marktplatzes wird vom Rathaus aus dem 16. Jahrhundert mit den charakteristischen drei Turmerkern und der direkt westlich anschließenden Ratswaage dominiert. Die restlichen Häuser auf der Marktplatz-Südseite sind deutlich jüngeren Datums. Die Häuser südlich der Marktkirche an der Ecke zur Marktstraße brannten im Jahr 1900 ab. Daraufhin wurden dort moderne steinerne Geschäftshäuser errichtet. Auch die auf der Südseite des Marktplatzes gelegenen Häuser östlich des Rathauses verbrannten im Jahr 1832. Die danach dort errichteten dreigeschossigen Fachwerkhäuser, darunter die Bauten der Einbecker Morgenpost und der Sparkasse Einbeck, bestehen aus schmucklosem, funktionalem Ständerwerk. Balken und Gefache waren nach dem Bau flächig mit Lehmputz überzogen oder in einheitlichem Farbton gestrichen.

#### Rathaus

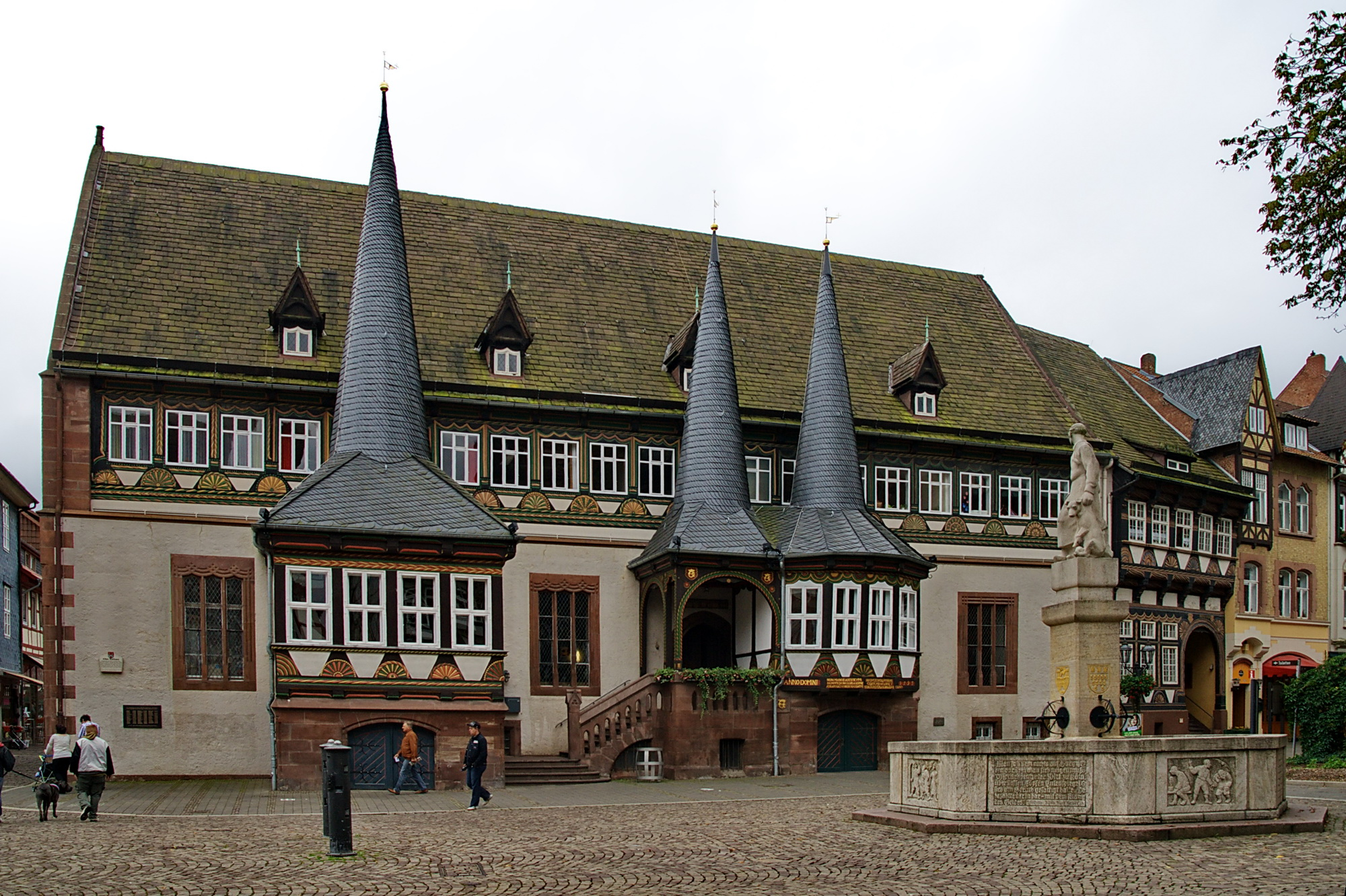
Rathaus mit Eulenspiegel-Brunnen

Das historische Rathaus an der Südwestseite des Marktplatzes ist mit seinen drei markanten Türmen aus dem 16. Jahrhundert eines der Wahrzeichen Einbecks. Einen archäologisch nachweisbaren Vorgängerbau des heutigen Rathauses errichtete Ende des 13. Jahrhunderts der aus Patriziern bestehende Rat der Stadt. Davon sind heute nur steinerne Teile des Gewölbekellers erhalten, die den großen Stadtbrand 1540 überdauerten. Der Wiederaufbau geriet nach einem zweiten Großbrand und wegen Belastungen der Stadt infolge des Schmalkaldischen Krieges ins Stocken. Erst gut 50 Jahre nach dem Brand wurde das Rathaus mit den drei repräsentativen turmartigen Erkern vor der Fassadenfront fertiggestellt.
Das heutige Rathausgebäude von 33 Meter Länge steht auf einem dreischiffigen Keller. Darauf ist ein steinernes Untergeschoss aufgesetzt, dessen Südwand nach dem Wiederaufbau und vor dem Bau der drei Turmerker mit zeittypischen Renaissancemalereien versehen war. Das in Fachwerkbauweise ab 1556 errichtete Obergeschoss ist mit geschnitzten Fächerrosetten ornamental verziert. Das Dach ist mit Sandsteinplatten aus dem Solling gedeckt. Die drei Erker aus den Jahren 1593/95 haben Dachhelme in Form spitzer, umgedrehter, schiefergedeckter Trichter. Der Haupteingang befindet sich im mittleren, laubenartigen Erker. Das Rathaus wurde zuletzt Ende des 19. Jahrhunderts umgebaut. Die Nutzung umfasst heute Vortragsveranstaltungen un Standesamt.

#### Ratswaage
1565 wurde die der Eichung von Maßen und Gewichten dienende Ratswaage an die Westwand des Rathauses angebaut. Sie greift einige Stilelemente des ornamentalen Schnitzwerkes des Rathauses auf, ist jedoch insbesondere durch Schiffskehlen und Taubänder reichhaltiger verziert. Die Nutzung umfasst heute Vereinsbüros.